# Khon Kaen (província)
Khon Kaen (en tailandès: ขอนแก่น) és una de les províncies de Tailàndia, situada a la Isaan (zona nord-est del país) i que limita, en el sentit de les agulles del rellotge, amb les províncies de Nongbua Lamphu, Udon Thani, Kalasin, Maha Sarakham, Buriram, Nakhon Ratchasima, Chaiyaphum, Phetchabun i Loei. Es troba a la zona central de l'altiplà de Khorat, banyada pel riu Chi.

## Història
La primera ciutat de la zona es va crear el 1783 quan es va establir allà Rama I, amb 330 persones. El rei Rama Iva ser el primer governador de la zona quan va establir relacions més estables i regulars amb la zona d'Isaan. La ciutat principal, Khon Kaen, va ser traslladada en sis ocasions, fins que el 1879 es va assentar de manera definitiva on es troba avui en dia. Khon Kaen es va convertir en el centre administratiu de la zona a principis del segle xx.

## Símbols
L'emblema de la província mostra la stupa de Phra Això Kham Kaen, que es creu que conté relíquies de Buda. Es representen dos arbres a cada costat de l'emblema, un Banià (Ficus benghalensis), i una Cassia fistula, la flor del qual és també símbol provincial. L'arbre provincial és la Cassia bakeriana, que en tailandès significa Arbre dels desitjos.

## Divisió administrativa
La província es divideix en 26 districtes (Amphoe) que, a la vegada es divideixen en 198 comunes (tambon) i 2139 aldees (muban).
| 1. Mueang Khon Kaen 2. Ban Fang 3. Phra Yuen 4. Nong Ruea 5. Chum Phae 6. Si Chomphu 7. Nam Phong 8. Ubolratana 9. Kranuan 10. Ban Phai 11. Pueai Noi 12. Phon 13. Waeng Yai 14. Waeng Noi 15. Nong Song Hong 16. Phu Wiang 17. Mancha Khiri 18. Chonnabot 19. Khao Suan Kwang 20. Phu Pha Man 21. Sam Sung 22. Khok Pho Chai 23. Nong Na Kham 24. Ban Haet 25. Non Sila 29 Wiang Kao |